# Burg Wasserknoden
Die Burg Wasserknoden, auch Schloss Wasserknoden genannt, ist eine ehemalige Burg und ein späterer Schlossbau in Wasserknoden (Haus Nr. 28), einem heutigen Stadtteil von Bad Berneck im Fichtelgebirge im Landkreis Bayreuth in Bayern.
Die Burg, in der Johann von Wallenrode, späterer Erzbischof von Riga, seine Kindheit verbrachte, wurde 1342 von den Herren von Wallenrode erbaut,. 1525 wurde die Burg im Bauernkrieg zerstört. Vom in der zweiten Hälfte des 16. Jahrhunderts errichteten schlossartigen Neubau steht nur noch ein zweigeschossiger Halbwalmdachbau (Wohnstallhaus) auf den Grundmauern der ehemaligen Burg. 